# Rauchenkopf
Rauchenkopf är ett berg i Österrike.   Det ligger i distriktet Innsbruck-Land och förbundslandet Tyrolen, i den västra delen av landet, 400 km väster om huvudstaden Wien. Toppen på Rauchenkopf är 1 467 meter över havet.
Terrängen runt Rauchenkopf är varierad. Runt Rauchenkopf är det ganska tätbefolkat, med 80 invånare per kvadratkilometer.. Närmaste större samhälle är Innsbruck, 12,8 km öster om Rauchenkopf. 
I omgivningarna runt Rauchenkopf växer i huvudsak barrskog.